# Stacyville (Iowa)
Stacyville – miasto w Stanach Zjednoczonych, w stanie Iowa, w hrabstwie Mitchell. Zgodnie ze spisem statystycznym z 2000 roku, miasto liczyło 469 mieszkańców.